# Os Mensageiros
The Messengers (prt/bra: Os Mensageiros) é um filme de terror sobrenatural de 2007, tem direção dos irmãos chineses Oxide Pang Chun e Danny Pang em seu primeiro filme de língua inglesa e produzido por Sam Raimi. É estrelado por Kristen Stewart, John Corbett, William B. Davis, Dylan McDermott, e Penelope Ann Miller. O filme é sobre uma escuridão sinistra que invade uma fazenda de girassol aparentemente serena em Dakota do Norte, e da família, os Solomon, proprietários da fazenda que estão dilacerados pela suspeita, caos e assassinato.
O filme foi lançado em 2 de fevereiro de 2007, nos Estados Unidos.

## Elenco
- Kristen Stewart como Jessica Jess Solomon
- Dylan McDermott como Roy Solomon
- Penelope Ann Miller como Denise Solomon
- John Corbett como John Burwell/John Rollins
- Evan Turner como Ben Solomon
- Theodore Turner como Ben Solomon
- William B. Davis como Colby Price
- Brent Briscoe como Plume
- Dustin Milligan como Bobby
- Jodelle Ferland como Michael Rollins, embora seja uma mulher, no filme interpreta um garoto
- Graham Bell como Jim
- Michael Daingerfield como Oficial de Polícia
- Tatiana Maslany como Lindsay Rollins
- Shirley McQueen como Mary Rollins
- Kieria Robinson como Katy Turner

## Recepção

### Bilheteria
Os Mensageiros ficou em primeiro lugar em bilheteria no fim de semana de 2 a 4 de fevereiro de 2007. Em seu primeiro fim de semana de lançamento, o filme arrecadou 14 713 321 dólares. O filme tinha arrecadado 55 060 212 dólares.
A pré-estreia do filme no estado ambientado no filme, Dakota do Norte, foi marcado pelo público que caiu na gargalhada durante uma cena quando Bobby (Dustin Milligan) diz "Welcome to North Dakota".

### Resposta da crítica
O filme recebeu críticas negativas na maior parte dos críticos. Ele detém uma classificação de 12% no Rotten Tomatoes, com o consenso a ser "Os Mensageiros é uma atmosfera, mas derivado rip-off de inúmeros outros filmes de terror". No Metacritic, recebeu classificação de 34 em 100, baseada em 16 resenhas.